# Église d'Enonkoski
L'église d'Enonkoski (en finnois : Enonkosken kirkko) est une église luthérienne  située à Enonkoski en Finlande.

## Description
L'église en bois conçue par Magnus Schjerfbeck est terminée en 1886.
L'édifice peut accueillir environ 600 personnes.
L'orgue à 21 jeux est livré en 1989 par la fabrique d'orgues Martti Porthan.
Le retable est peint en 1900 par Albert Moliis.
Contrairement à la plupart des autres églises, la croix du clocher de l'église ne montre pas l'entrée principale de l'édifice mais le lac Ylä-Enonvesi, où coulèrent, dans un accident de barque d'église, 8 fidèles en route pour la messe à l'automne 1858.

## Galerie

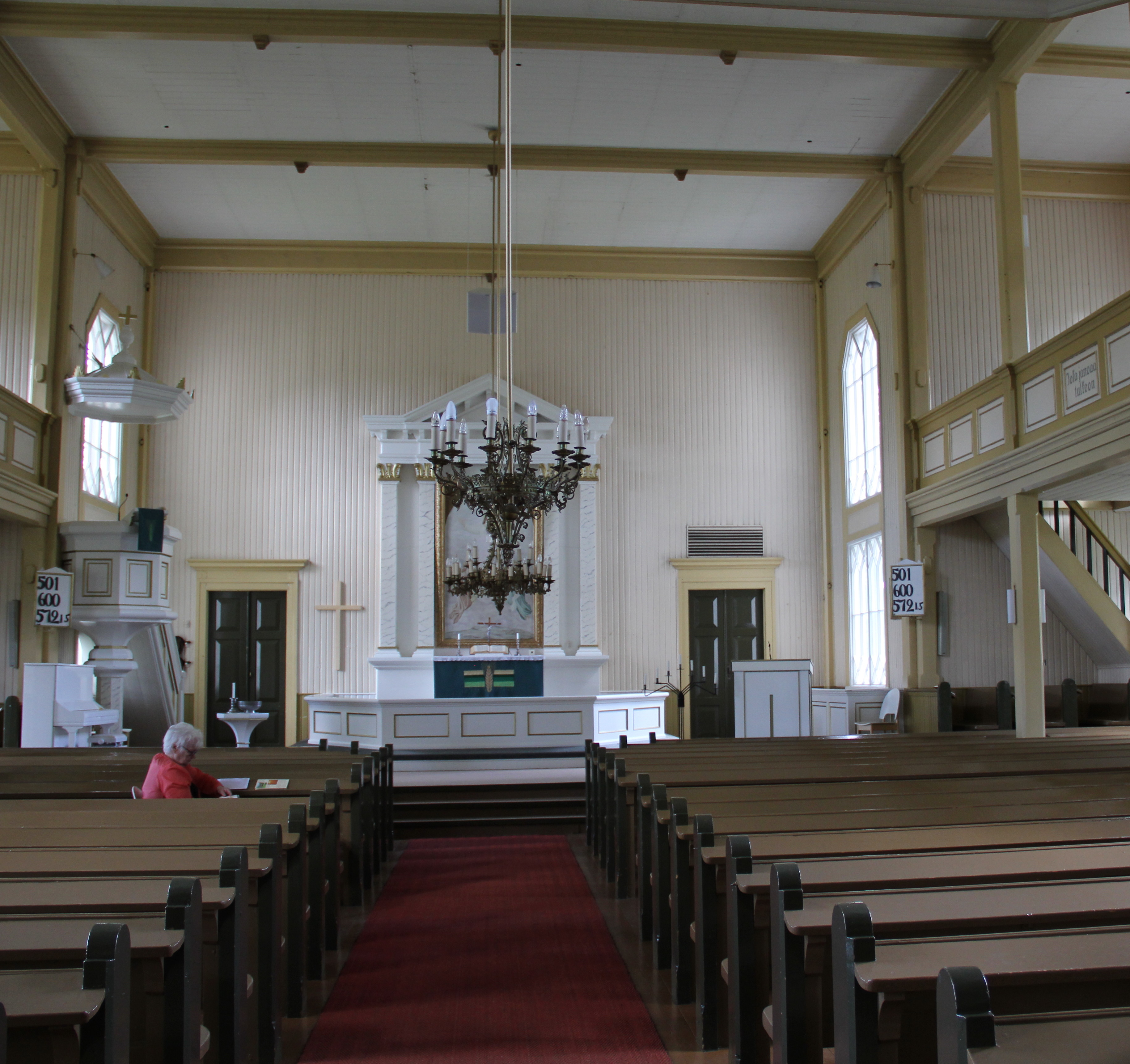
Vue de l'autel.
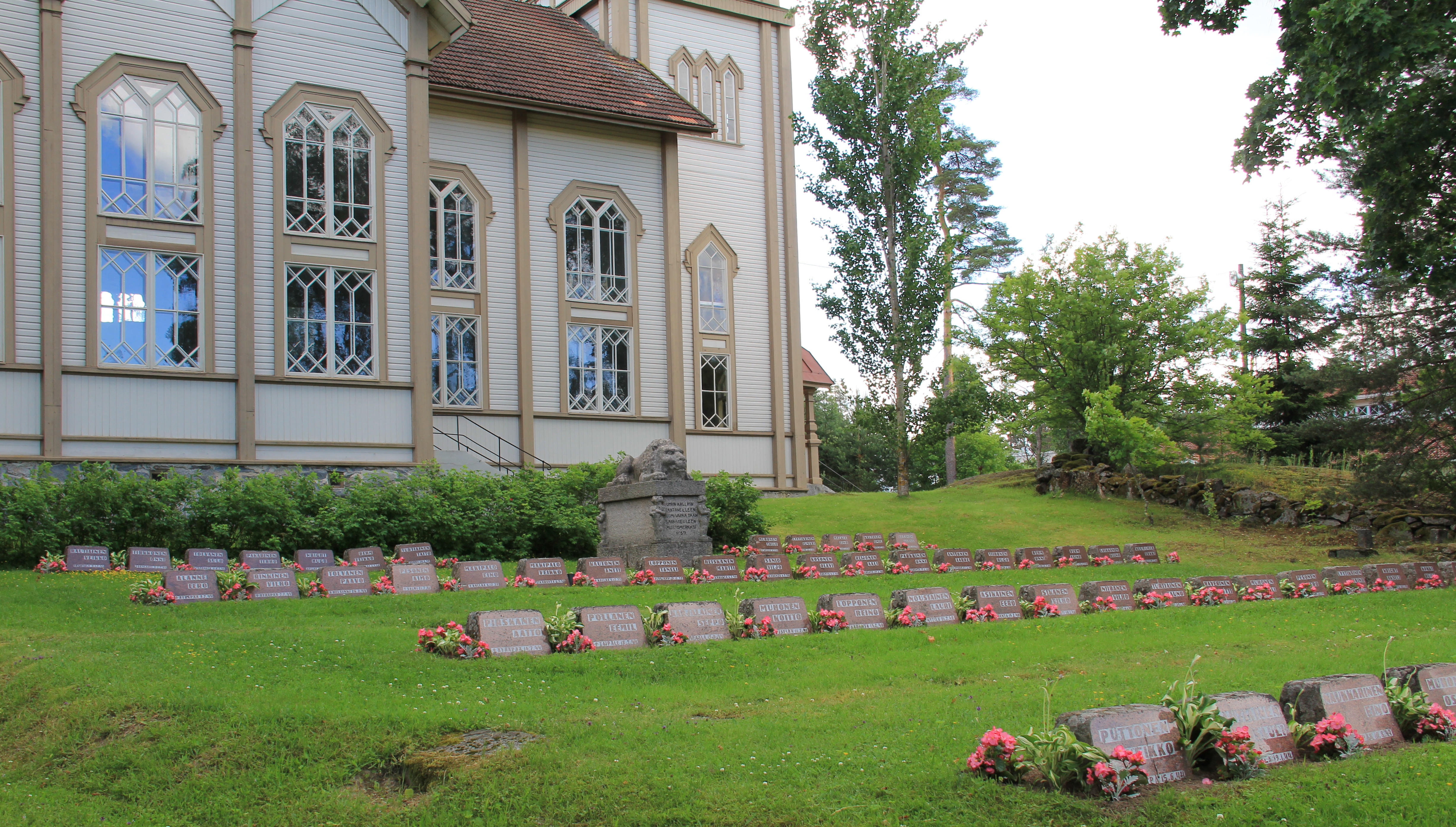
le cimetière militaire.
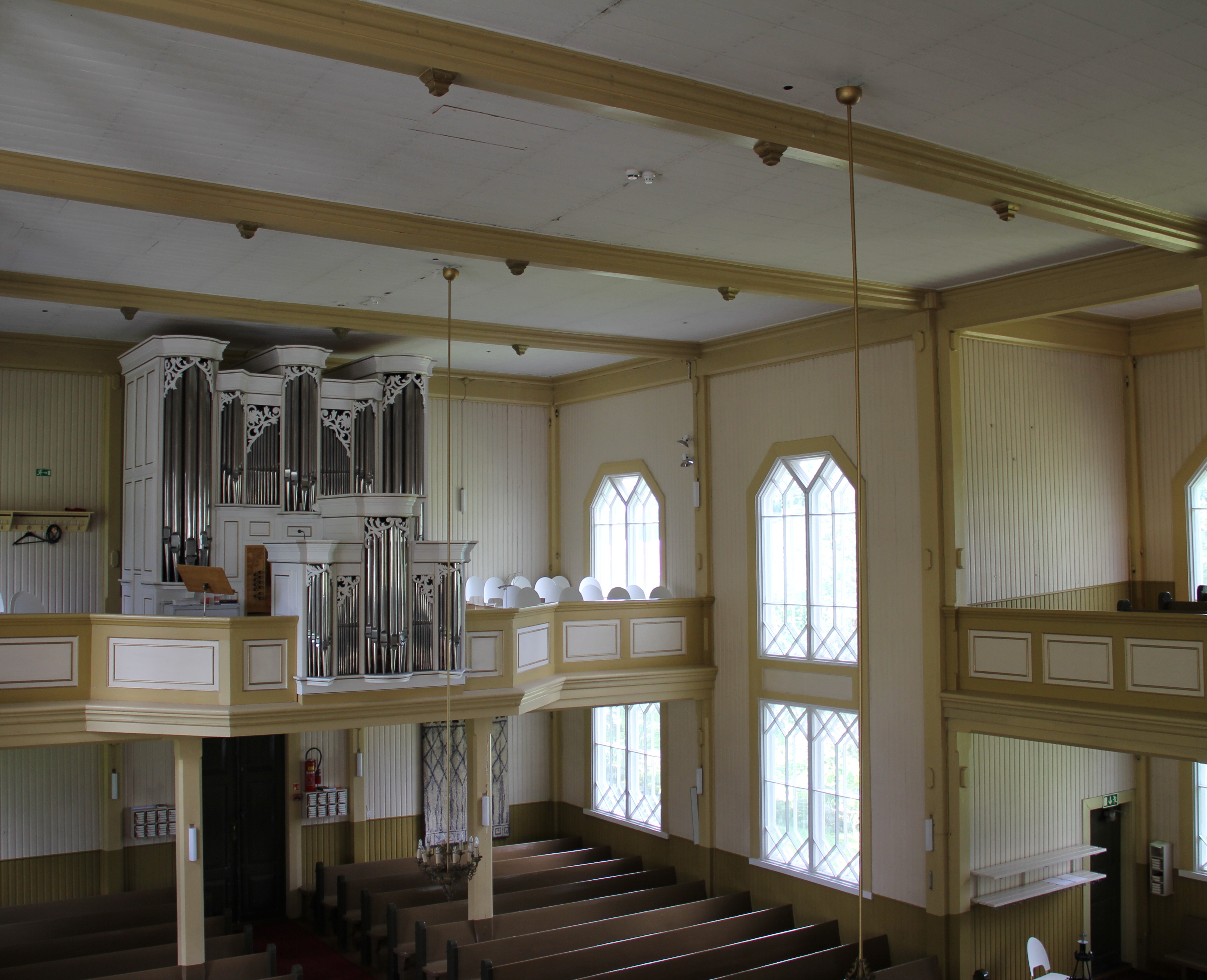
L'orgue.
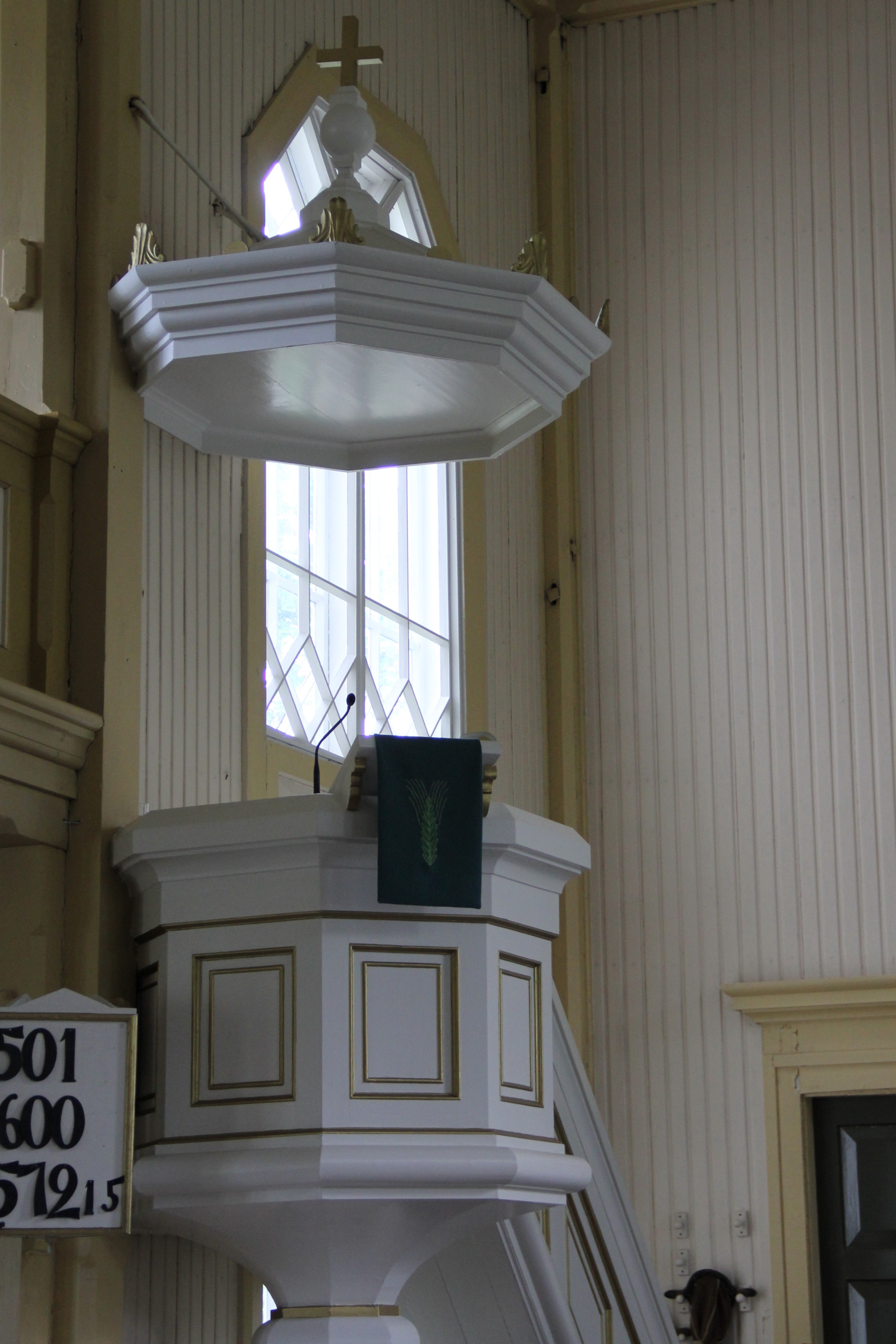
La chaire.
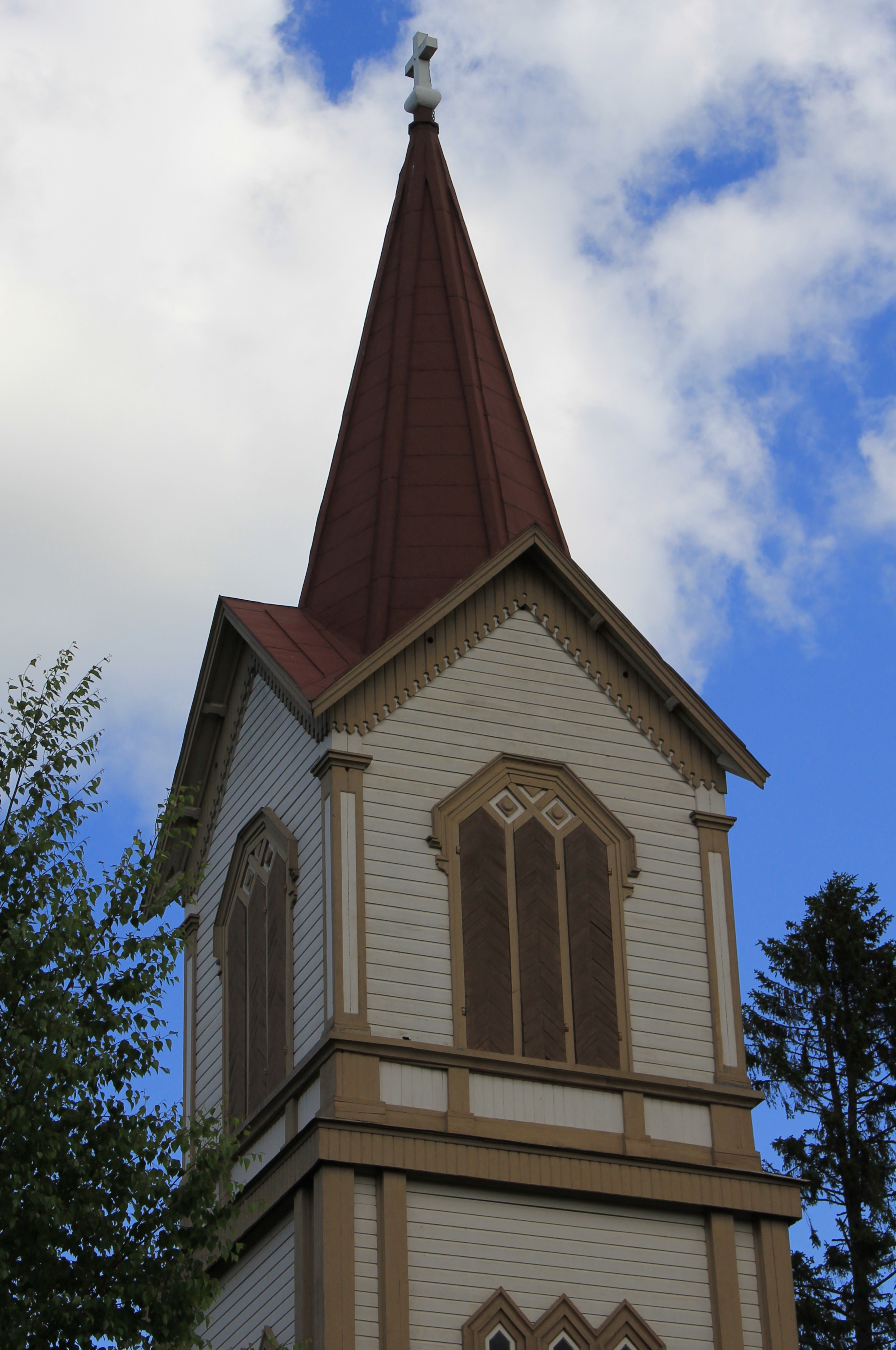
La croix du clocher.